# Viola decumbens
Viola decumbens L.f. – gatunek roślin z rodziny fiołkowatych (Violaceae). Występuje endemicznie w Południowej Afryce. 

## Morfologia
PokrójBylina dorastająca do 15–30 cm wysokości, tworzy kłącza.
LiścieBlaszka liściowa jest niemal siedząca i ma kształt od odwrotnie jajowatego lub podługowato eliptycznego do podługowato lancetowatego. Mierzy 12–30 mm długości oraz 3–7 mm szerokości, jest karbowana na brzegu, ma sercowatą nasadę i ostry wierzchołek. Przylistki są pierzaste i osiągają 7–12 mm długości.
KwiatyPojedyncze, wyrastające z kątów pędów. Mają działki kielicha o równowąsko lancetowatym kształcie i dorastające do 8–14 mm długości. Płatki są odwrotnie jajowate i, mają niebieskopurpurową barwę, dolny płatek posiada obłą ostrogę o długości 3-6 mm.
OwoceTorebki mierzące 7-8 mm długości, o jajowatym kształcie.

## Biologia i ekologia
Rośnie w zaroślach i na terenach skalistych. 